# 王大成 (分子生物物理学家)
王大成（1949年1月—），男，四川成都人，中国分子生物物理学家，中国科学院生物物理研究所研究员，中国科学院院士。

## 生平
王大成生于四川成都。1963年毕业于中国科学技术大学生物物理系。2005年当选为中国科学院院士。